# Sauerländischer Anzeiger
Der Sauerländische Anzeiger war eine in Brilon zwischen 1851 und 1904 erscheinende Zeitung. Sie geht auf das seit 1837 erscheinende Wochenblatt für den Kreis Brilon zurück.

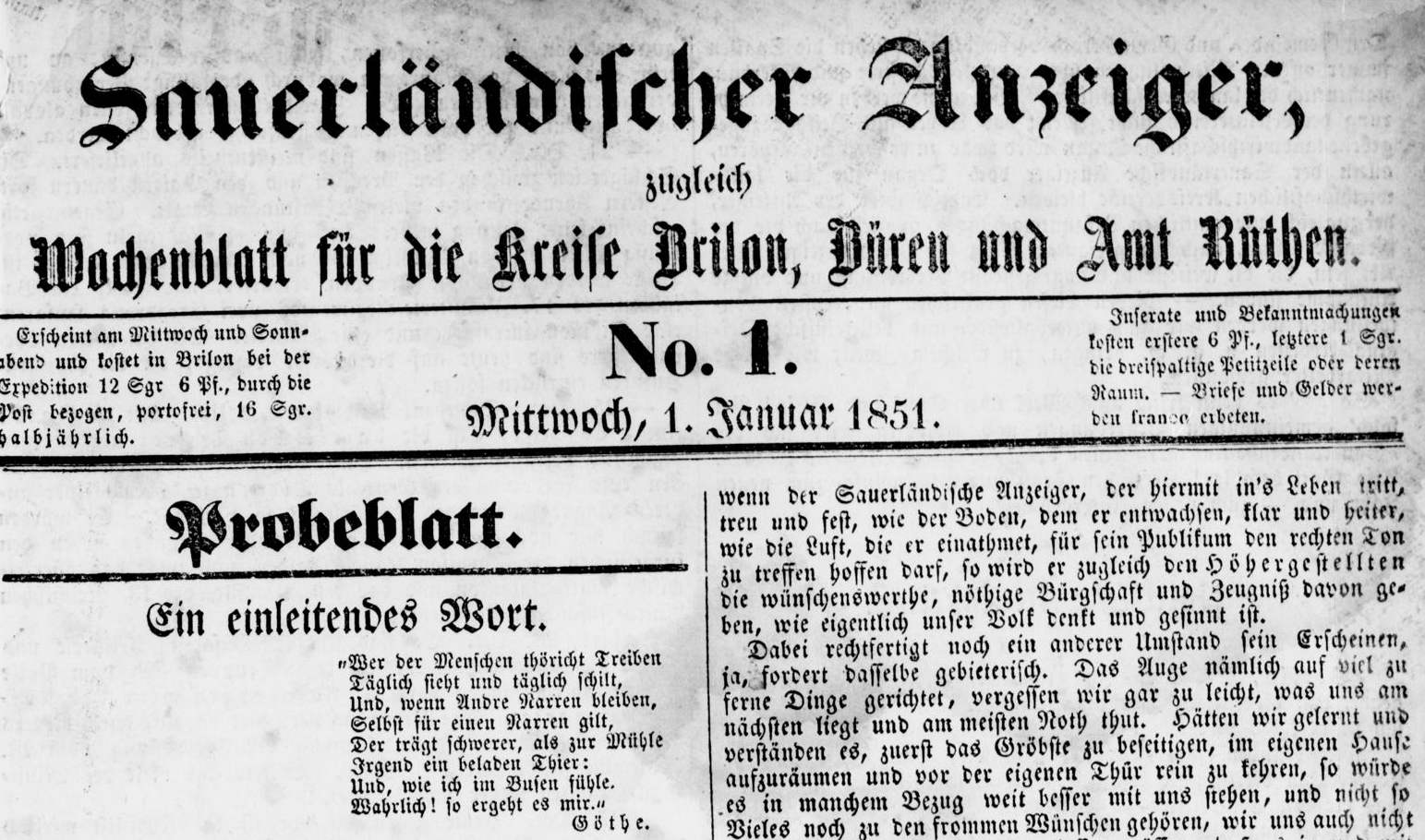
Erstausgabe Sauerländischer Anzeiger 1851

## Wochenblatt für den Kreis Brilon
Seit 1837 erschien in Brilon ein Wochenblatt für den Kreis Brilon. Dessen Auflage blieb gering. Insgesamt lag sie 1838 bei 230 Exemplaren. Davon wurden 105 in Brilon selbst vertrieben. Andere gingen in die Gemeinden des Kreisgebiets und vierzig Exemplare wurden per Post an auswärtige Abonnenten geliefert. Politische Berichterstattung war dem Blatt ausdrücklich untersagt. Als Zensor fungierte der Bürgermeister. Der Verleger Lechner war bestrebt das Verbreitungsgebiet auszuweiten. Er bemühte sich schon 1838 um eine Konzession für den Kreis Büren. Dazu kam es nicht. Allerdings gelang dies 1839 im Kreis Meschede. Wegen Unstimmigkeiten mit dem dortigen Redakteur dem Kreisphysikus Dr. Heim endete dies bereits 1841. Auch im Kreis Brilon drohte das Blatt einzugehen und erschien einige Wochen nicht, weil der Verleger nach Bonn verzogen war. Auch wegen der Bemühungen der Regierung in Arnsberg und den Briloner Behörden konnte das Blatt weiter erscheinen.
Den Druck übernahm der aus angesehener jüdischer Familie stammende Moritz Friedländer, der die Konzession für eine Buchdruckerei erhielt. Friedländer war der erste jüdische Verleger in der Provinz Westfalen. Die Redaktion übernahm Bürgermeister Nikolaus Hesse selbst. Die Zensur wurde einem anderen Beamten übertragen. Das Blatt veröffentlichte insbesondere Bekanntmachungen der Behörden, Anzeigen und „belehrende und unterhaltende“ Aufsätze unter Ausschluss von Politik und Religion. Im Jahr 1846 erhielt Friedländer auch eine Zeitungskonzession für den Kreis Büren. Dort erschien der „Stadt- und Landbote.“ Auch für das Blatt übernahm Hesse die Redaktion. Während der Revolution von 1848/49 erschienen auch einige politische Beiträge, ehe 1850 die Presse wieder kontrolliert wurde. Das Wochenblatt erschien zuletzt zweimal wöchentlich. Es wurde Ende 1850 eingestellt.

## Sauerländischer Anzeiger
Seit dem 1. Januar 1851 erschien der „Sauerländische Anzeiger, zugleich Wochenblatt für die Kreise Brilon, Büren und Amt Rüthen.“ Auch das Blatt erschien Mittwoch und samstags. Seit 1852 erschien die Zeitung auch montags. Es brachte nun auch politische Nachrichten und erhob den Anspruch die Leser in „verständlichen Leitartikeln“ über das politische Geschehen aufzuklären. Hinzu kamen Meldungen für die Landwirtschaft, wie die Fruchtpreise in verschiedenen Handelsorten sowie Nachrichten aus Handel und Industrie. Das Blatt warb mit einer Anzahl Korrespondenten in verschiedenen Orten des Verbreitungsgebietes. Auch gab es mehrere Filialexpeditionen. Die Redaktion übernahm mit Alexander Friedländer zunächst der Bruder des Verlegers. Wegen dessen politischer Tätigkeit 1848/49 wollte er 1858 nach Amerika emigrieren, kam aber bei der Überfahrt durch den Untergang des Schiffes um.
Das Blatt umfasste vier Seiten. Auf der Titelseite befanden sich amtliche Bekanntmachungen, politische Nachrichten und ein Fortsetzungsroman. Im Innenteil gab es Rubriken für Landwirtschaft, Handel und Gewerbe, aber auch Nachrichten aus dem Rechtsleben und ein Abschnitt Buntes. In dem Bereich „Provinzialnachrichten“ fanden sich Nachrichten insbesondere aus Orten in Westfalen aber auch aus anderen Gebieten. Die eigentliche Lokalberichterstattung befand sich in der Rubrik „Mitteilung aus den Kreisen.“ Der Umfang dieser Teile schwankte stark. Sie hing in erster Linie von den Beiträgern aus den Orten des Verbreitungsgebietes ab. Auf der Rückseite wurden die Anzeigen abgedruckt. Später wurden dem Blatt Beilagen zur Landwirtschaft oder zur Unterhaltung beigefügt.
Politisch war das Blatt ausgesprochen regierungsfreundlich. Daher blieb es weiterhin amtliches Kreisblatt. Im Jahr 1857 bekam das Blatt zeitweise Konkurrenz durch einen Ableger des Centralvolksblattes aus Arnsberg. Im Kreis Büren kam Konkurrenz aus Paderborn. Dort war die Verbreitung des Anzeigers ohnehin fast bedeutungslos.
Auch während des Kulturkampfes blieb das Blatt grundsätzlich regierungsfreundlich, brachte aber auch Nachrichten über Prozesse gegen Geistliche und ähnliche Ereignisse. Friedländer bezog nicht die regierungsamtliche Provinzial-Correspondenz, sondern orientierte sich an kölnischen teilweise liberalen Blättern. Dennoch behielt das Blatt die Unterstützung der Behörden. Der Kulturkampf führte dazu, dass im katholischen Sauerland die meisten bestehenden Zeitungen sich entweder eindeutig als Zentrumsparteiblatt positionierten oder als solche neu gegründet wurden. Eindeutig katholisch war das Centralvolksblatt. Das Mescheder Kreisblatt und Olper Kreisblatt wurden zur Mescheder Zeitung oder zum Sauerländischen Volksblatt. In Brilon entstand die katholisch ausgerichtete Briloner Zeitung. Länger dauerte der Wandel im Kreis Büren. Dort erschien erst 1896 die Bürener Zeitung.
Der Konkurrenz durch die katholische Presse war der Sauerländische Anzeiger nicht gewachsen. Dessen Auflage sank zeitweise ab, erholte sich wieder und stagnierte bei rund 300 Exemplaren. Nach der Jahrhundertwende wurde das Blatt zunehmend unrentabel. Seit 1904 erschien es nur noch zweimal pro Woche und stellte zum Jahresende sein Erscheinen ein.
Die Zeitung wurde für das Zeitungsportal NRW digitalisiert und zugänglich gemacht.